# Rodeo Viejo
Rodeo Viejo è un comune (corregimiento) della Repubblica di Panama situato nel distretto di Soná, provincia di Veraguas. Si estende su una superficie di 122,3 km² e conta una popolazione di 2.046 abitanti (censimento 2010).